# La Baffe
Pour l’article homonyme, voir Baffe.
La Baffe est une commune française située dans le département des Vosges, en région Grand Est.
Ses habitants sont appelés les Argentois.

## Géographie

### Localisation

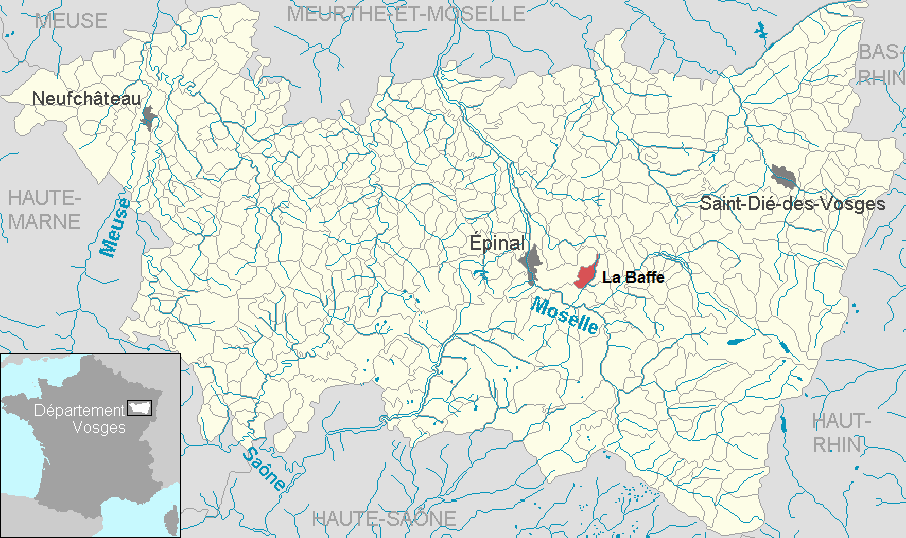
Localisation dans le département.

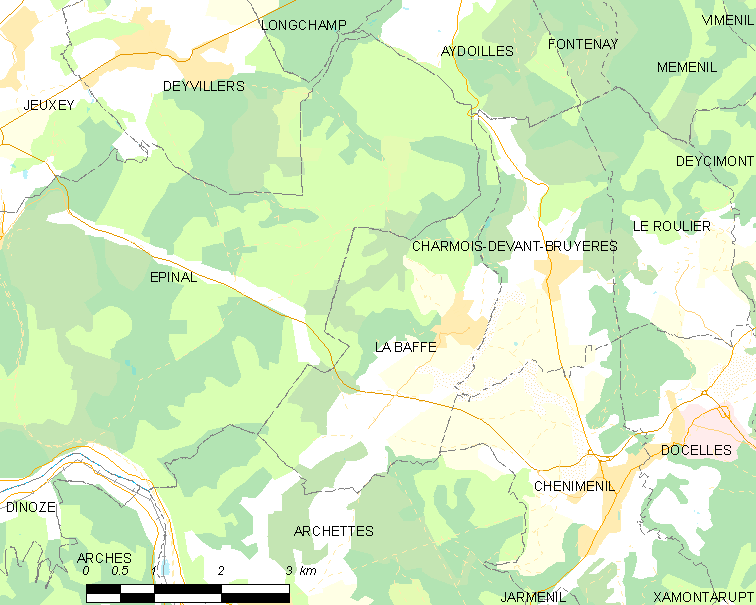
Situation géographique de La Baffe.

La commune est composée de deux gros hameaux distants de 2,5 km : la Baffe au nord et Mossoux au sud. Aussi la dénomme-t-on couramment comme La Baffe-Mossoux.
| Épinal | Aydoilles |                          |
| Épinal | La Baffe  | Charmois-devant-Bruyères |
|        | Archettes | Cheniménil               |

### Géologie et relief

#### Hydrographie et les eaux souterraines
Hydrogéologie et climatologie : Système d’information pour la gestion des eaux souterraines du bassin Rhin-Meuse :
Territoire communal : Occupation du sol (Corinne Land Cover); Cours d'eau (BD Carthage),
Géologie : Carte géologique; Coupes géologiques et techniques,
 Hydrogéologie : Masses d'eau souterraine; BD Lisa; Cartes piézométriques.
La commune est située dans le bassin versant du Rhin au sein du bassin Rhin-Meuse. Elle est drainée par le ruisseau d'Argent, le ruisseau le Saint-Oger et le ruisseau de l'Etang Didon,.
Le ruisseau d'Argent, d'une longueur totale de 11,2 km, prend sa source dans la commune de Roulier et se jette  dans la Moselle dans la commune d'Archettes, en limite avec Arches, après avoir traversé cinq communes.

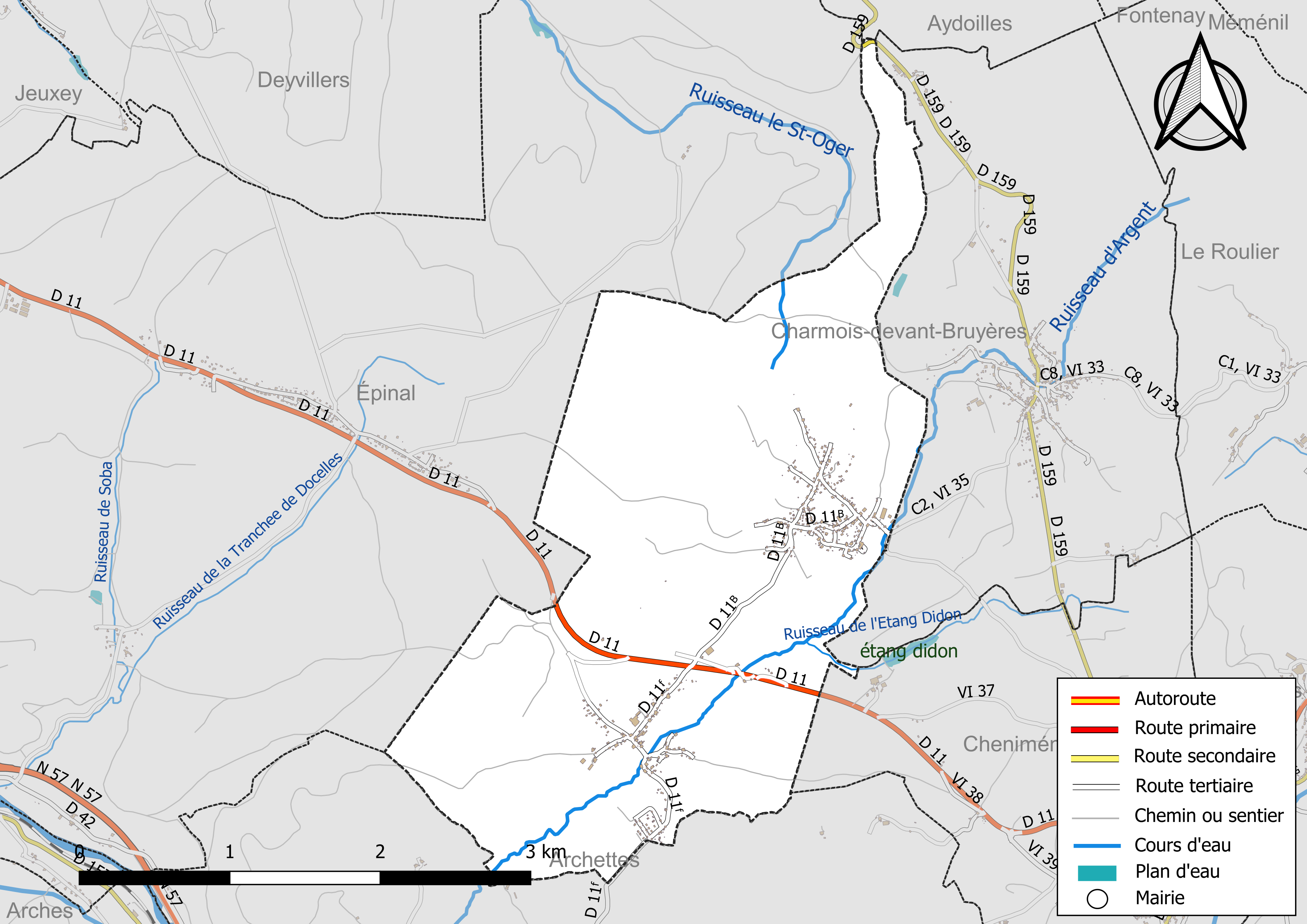
Réseaux hydrographique et routier de la Baffe.

Le ruisseau le Saint-Oger, d'une longueur totale de 17,4 km, prend sa source dans la commune  et se jette  dans la Moselle à Thaon-les-Vosges, après avoir traversé sept communes.

### Climat
Pour des articles plus généraux, voir Climat du Grand Est et Climat des Vosges.
En 2010, le climat de la commune est de type climat de montagne, selon une étude du Centre national de la recherche scientifique s'appuyant sur une série de données couvrant la période 1971-2000. En 2020, Météo-France publie une typologie des climats de la France métropolitaine dans laquelle la commune est exposée à un climat semi-continental et est dans une zone de transition entre les régions climatiques « Lorraine, plateau de Langres, Morvan » et « Vosges ». 
Pour la période 1971-2000, la température annuelle moyenne est de 9,1 °C, avec une amplitude thermique annuelle de 16,9 °C. Le cumul annuel moyen de précipitations est de 1 116 mm, avec 13,1 jours de précipitations en janvier et 10,6 jours en juillet. Pour la période 1991-2020, la température moyenne annuelle observée sur la station météorologique de Météo-France la plus proche, « Le Roulier_sapc », sur la commune du Roulier à 4 km à vol d'oiseau, est de 10,2 °C et le cumul annuel moyen de précipitations est de 1 000,2 mm. 
La température maximale relevée sur cette station est de 38,1 °C, atteinte le 25 juillet 2019 ; la température minimale est de −18,3 °C, atteinte le 20 décembre 2009,,. 
Les paramètres climatiques de la commune ont été estimés pour le milieu du siècle (2041-2070) selon différents scénarios d'émission de gaz à effet de serre à partir des nouvelles projections climatiques de référence DRIAS-2020. Ils sont consultables sur un site dédié publié par Météo-France en novembre 2022.

### Voies de communications et transports

#### Voies routières
- D11f vers Tranchée de Docelles[12].
- D11b vers Charmois-devant-Bryuyères.

#### Transports en commun
- Fluo Grand Est.

## Urbanisme

### Typologie
Au 1er janvier 2024, La Baffe est catégorisée commune rurale à habitat dispersé, selon la nouvelle grille communale de densité à sept niveaux définie par l'Insee en 2022.
Elle est située hors unité urbaine. Par ailleurs la commune fait partie de l'aire d'attraction d'Épinal, dont elle est une commune de la couronne,. Cette aire, qui regroupe 118 communes, est catégorisée dans les aires de 50 000 à moins de 200 000 habitants,.

### Occupation des sols
L'occupation des sols de la commune, telle qu'elle ressort de la base de données européenne d’occupation biophysique des sols Corine Land Cover (CLC), est marquée par l'importance des forêts et milieux semi-naturels (52 % en 2018), en augmentation par rapport à 1990 (50,9 %). La répartition détaillée en 2018 est la suivante : 
forêts (52 %), zones agricoles hétérogènes (22,9 %), terres arables (16,7 %), zones urbanisées (4,8 %), prairies (3,6 %). L'évolution de l’occupation des sols de la commune et de ses infrastructures peut être observée sur les différentes représentations cartographiques du territoire : la carte de Cassini (XVIIIe siècle), la carte d'état-major (1820-1866) et les cartes ou photos aériennes de l'IGN pour la période actuelle (1950 à aujourd'hui).

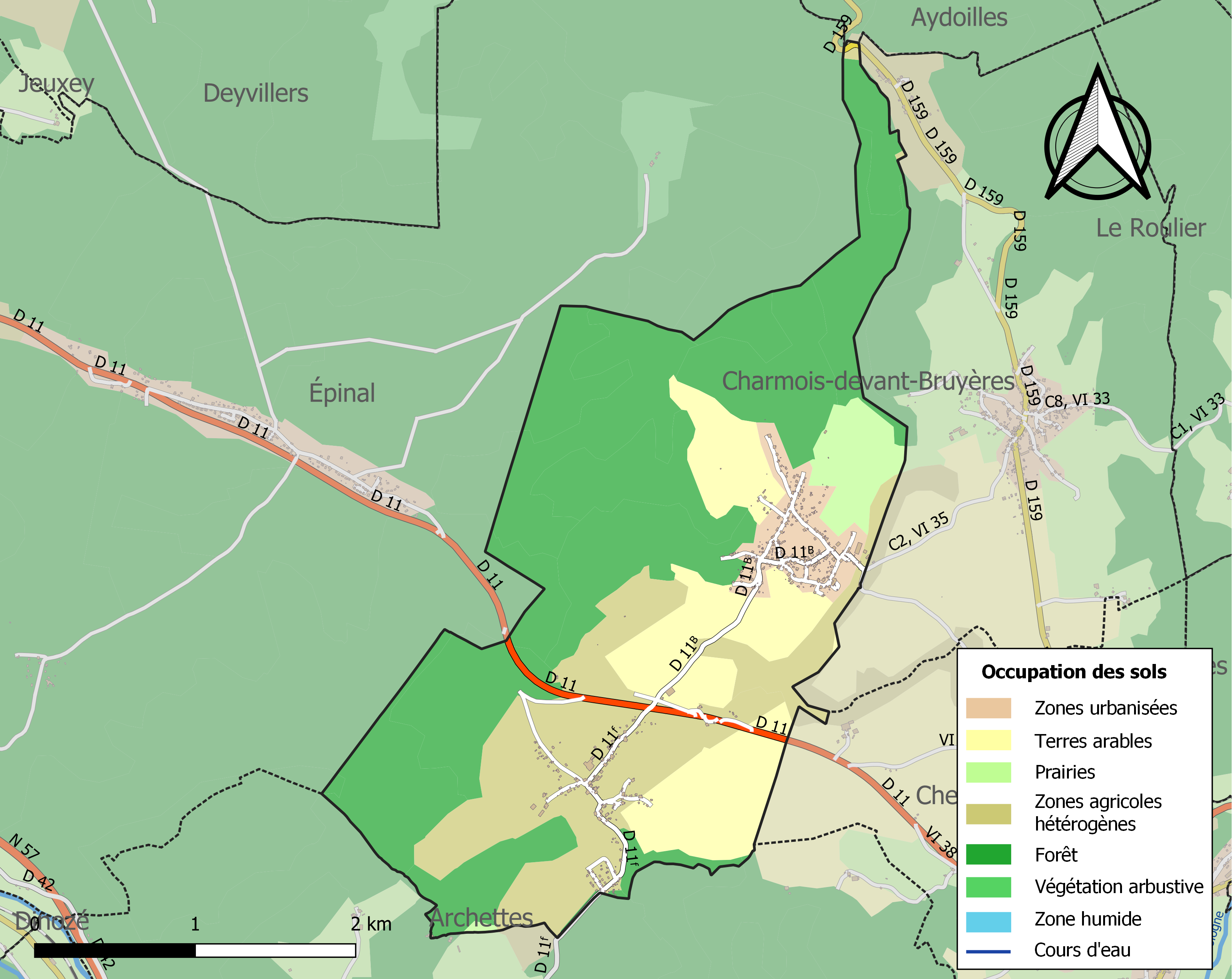
Carte des infrastructures et de l'occupation des sols de la commune en 2018 (CLC).

### Sismicité
Commune située dans une zone 3 de sismicité modérée.

## Toponymie
Les différentes dénomination du village que l'on retrouve dans les archives sont notamment : La Baffe (1389), La marie de Baffe (1398), La Beffe (1405), La Baffe (1413), La Baef (1414), La Buef (1420), La Baffe (1494), Labaffe (1793),
De la langue d'oïl befe « moquerie », pour désigner quelque maison méritant la moquerie.

## Histoire
Une voie romaine secondaire, menant de Langres à Deneuvre par Bains-les-Bains, traversait la commune,.
Le village de La Baffe était autrefois chef-lieu d'une mairie composée des hameaux de la Baffe et Mossoux et d'une partie d'Archettes. 
La Baffe appartenait au bailliage d’Épinal, prévôté d'Archettes. Au spirituel, elle dépendait d'Archettes. L'église actuelle, dite de l'Assomption - Notre-Dame, a été construite en 1847.

## Politique et administration

### Budget et fiscalité 2022

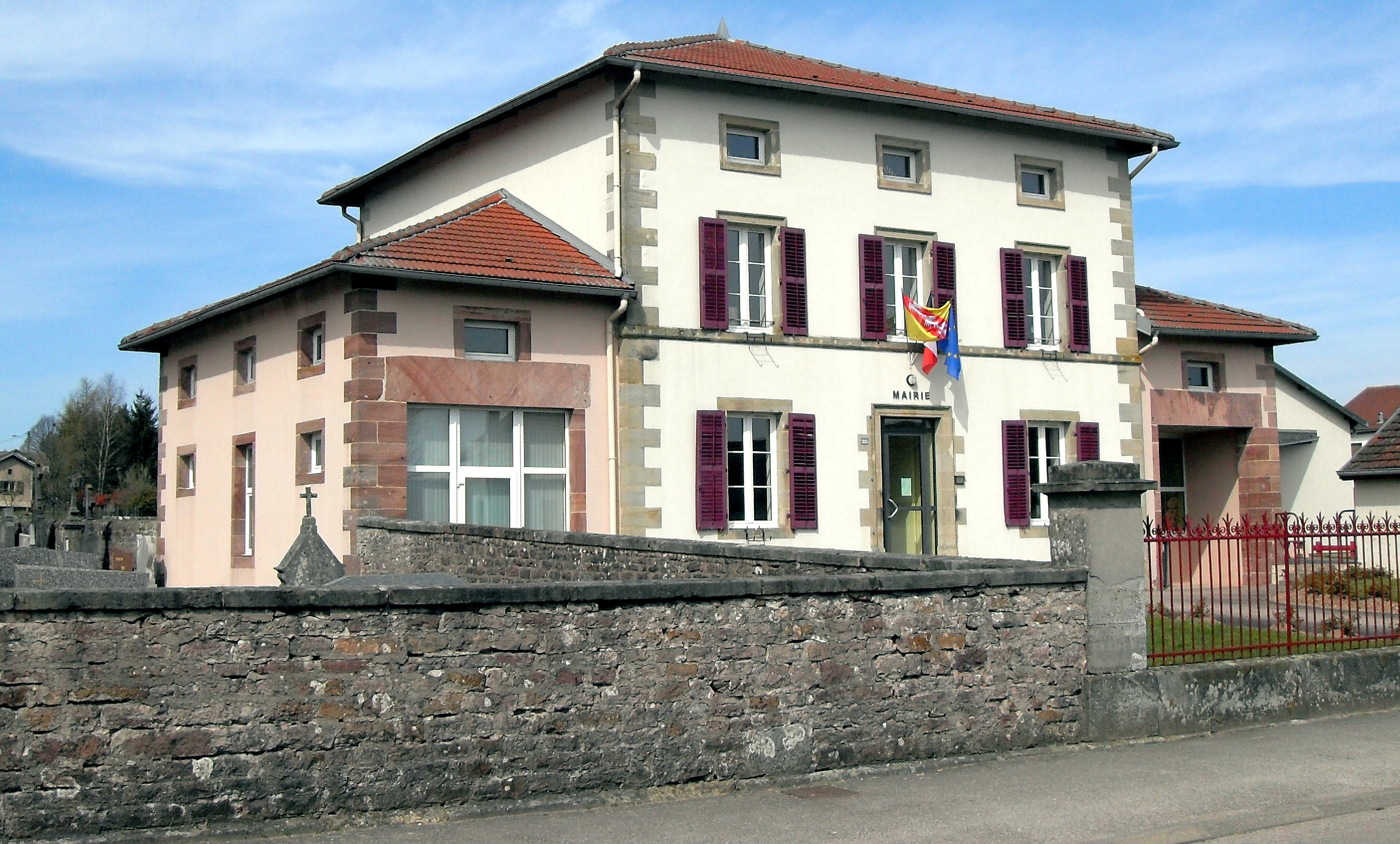
La Mairie.

En 2022, le budget de la commune était constitué ainsi :
- total des produits de fonctionnement : 482 000 €, soit 676 € par habitant ;
- total des charges de fonctionnement : 372 000 €, soit 521 € par habitant ;
- total des ressources d'investissement : 481 000 €, soit 674 € par habitant ;
- total des emplois d'investissement : 191 000 €, soit 268 € par habitant ;
- endettement : 603 000 €, soit 846 € par habitant.

Avec les taux de fiscalité suivants :
- taxe d'habitation : 16,00 % ;
- taxe foncière sur les propriétés bâties : 35,35 % ;
- taxe foncière sur les propriétés non bâties : 17,07 % ;
- taxe additionnelle à la taxe foncière sur les propriétés non bâties : 0,00 % ;
- cotisation foncière des entreprises : 0,00 %.

Chiffres clés Revenus et pauvreté des ménages en 2021 : médiane en 2021 du revenu disponible, par unité de consommation : 26 120 €.

### Liste des maires
| Période                                  | Période                       | Identité       | Étiquette | Qualité           |
| ---------------------------------------- | ----------------------------- | -------------- | --------- | ----------------- |
| Les données manquantes sont à compléter. |                               |                |           |                   |
| mars 2001                                | mars 2008                     | Antoine Kopf   |           |                   |
| mars 2008                                | En cours (au 18 février 2015) | Daniel Lagarde | DIV       | Gérant de scierie |

## Population et société

### Démographie

#### Évolution démographique
L'évolution du nombre d'habitants est connue à travers les recensements de la population effectués dans la commune depuis 1793. Pour les communes de moins de 10 000 habitants, une enquête de recensement portant sur toute la population est réalisée tous les cinq ans, les populations de référence des années intermédiaires étant quant à elles estimées par interpolation ou extrapolation. Pour la commune, le premier recensement exhaustif entrant dans le cadre du nouveau dispositif a été réalisé en 2008.

En 2022, la commune comptait 621 habitants, en évolution de −4,17 % par rapport à 2016 (Vosges : −2,96 %, France hors Mayotte : +2,11 %).
| 1793 | 1800 | 1806 | 1821 | 1831 | 1836 | 1841 | 1846 | 1856 |
| ---- | ---- | ---- | ---- | ---- | ---- | ---- | ---- | ---- |
| 394  | 475  | 540  | 625  | 643  | 648  | 653  | 673  | 638  |

| 1861 | 1866 | 1876 | 1881 | 1886 | 1891 | 1896 | 1901 | 1906 |
| ---- | ---- | ---- | ---- | ---- | ---- | ---- | ---- | ---- |
| 651  | 660  | 632  | 571  | 581  | 517  | 512  | 436  | 441  |

| 1911 | 1921 | 1926 | 1931 | 1936 | 1946 | 1954 | 1962 | 1968 |
| ---- | ---- | ---- | ---- | ---- | ---- | ---- | ---- | ---- |
| 454  | 415  | 376  | 352  | 343  | 335  | 350  | 370  | 315  |

| 1975 | 1982 | 1990 | 1999 | 2006 | 2008 | 2013 | 2018 | 2022 |
| ---- | ---- | ---- | ---- | ---- | ---- | ---- | ---- | ---- |
| 313  | 397  | 482  | 562  | 621  | 638  | 661  | 620  | 621  |

### Enseignement
Établissements d'enseignements :
- Écoles maternelles et primaires à La Baffe, Charmois-devant-Bruyères, Cheniménil, Archettes.
- Collèges à Épinal, Éloyes.
- Lycées à La Baffe, Épinal

### Santé
Professionnels et établissements de santé :
- Médecins à Docelles, Deyvillers, Arches, Archettes.
- Pharmacies à Docelles, Deyvillers, Arches, Pouxeux.
- L'hôpital le plus proche est le centre hospitalier Émile-Durkheim situé dans la ville voisine d'Épinal.

### Cultes
- Culte catholique, Paroisse Saint-Antoine-en-Vologne[31], Diocèse de Saint-Dié.

## Économie

### Entreprises et commerces

#### Agriculture
- Culture et élevage associés.
- Élevage de chevaux et d'autres équidés.
- Élevage de vaches laitières.

#### Tourisme
- Hébergements et restauration à Épinal, Tendon, Rehaupal, La Chapelle.
- La Grange Obriot restaurant.
- Chambres d'hôtes.

#### Commerces
- Commerces et services de proximité.

## Culture locale et patrimoine

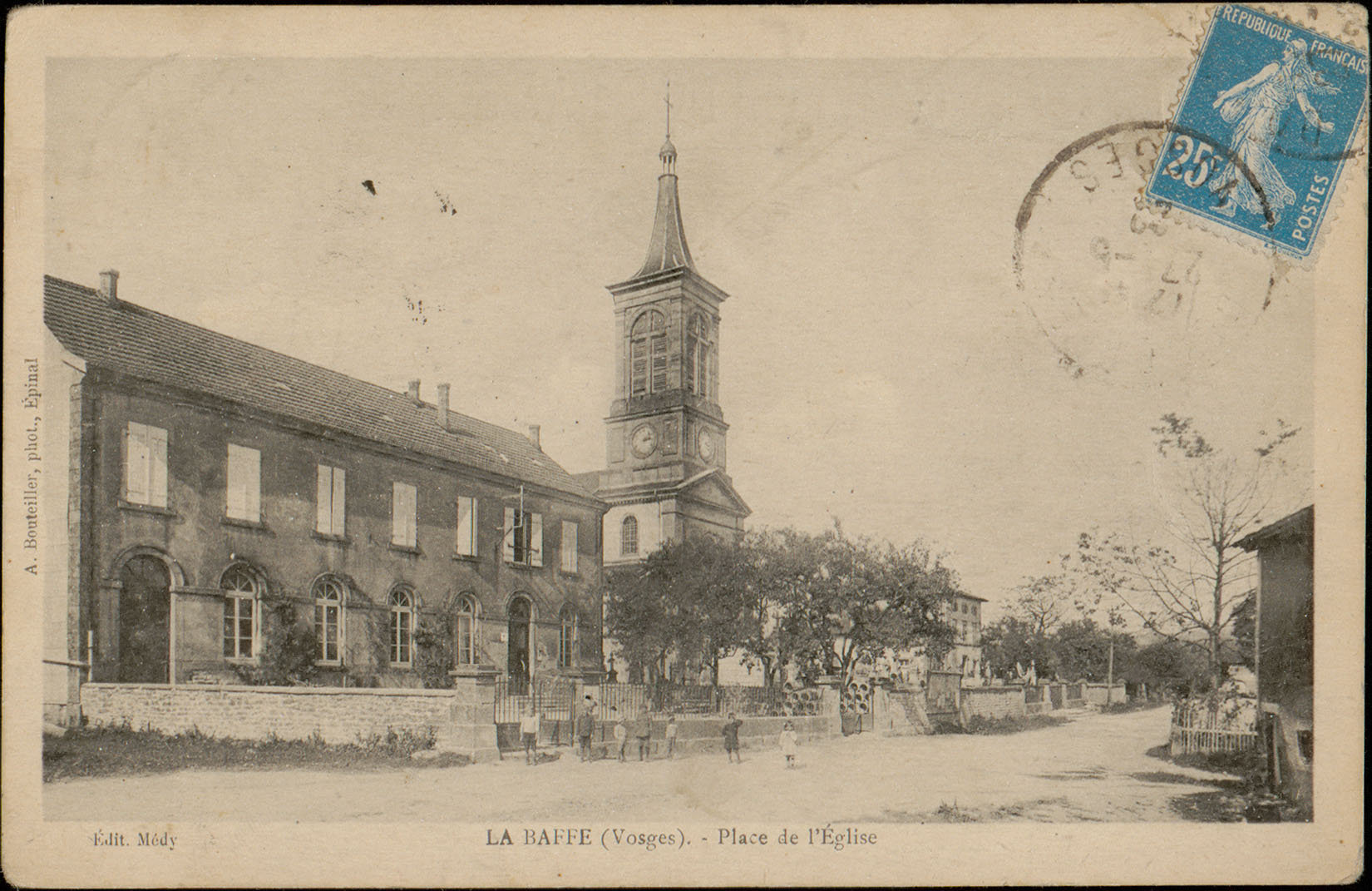
Vue historique de la place de l'Église.
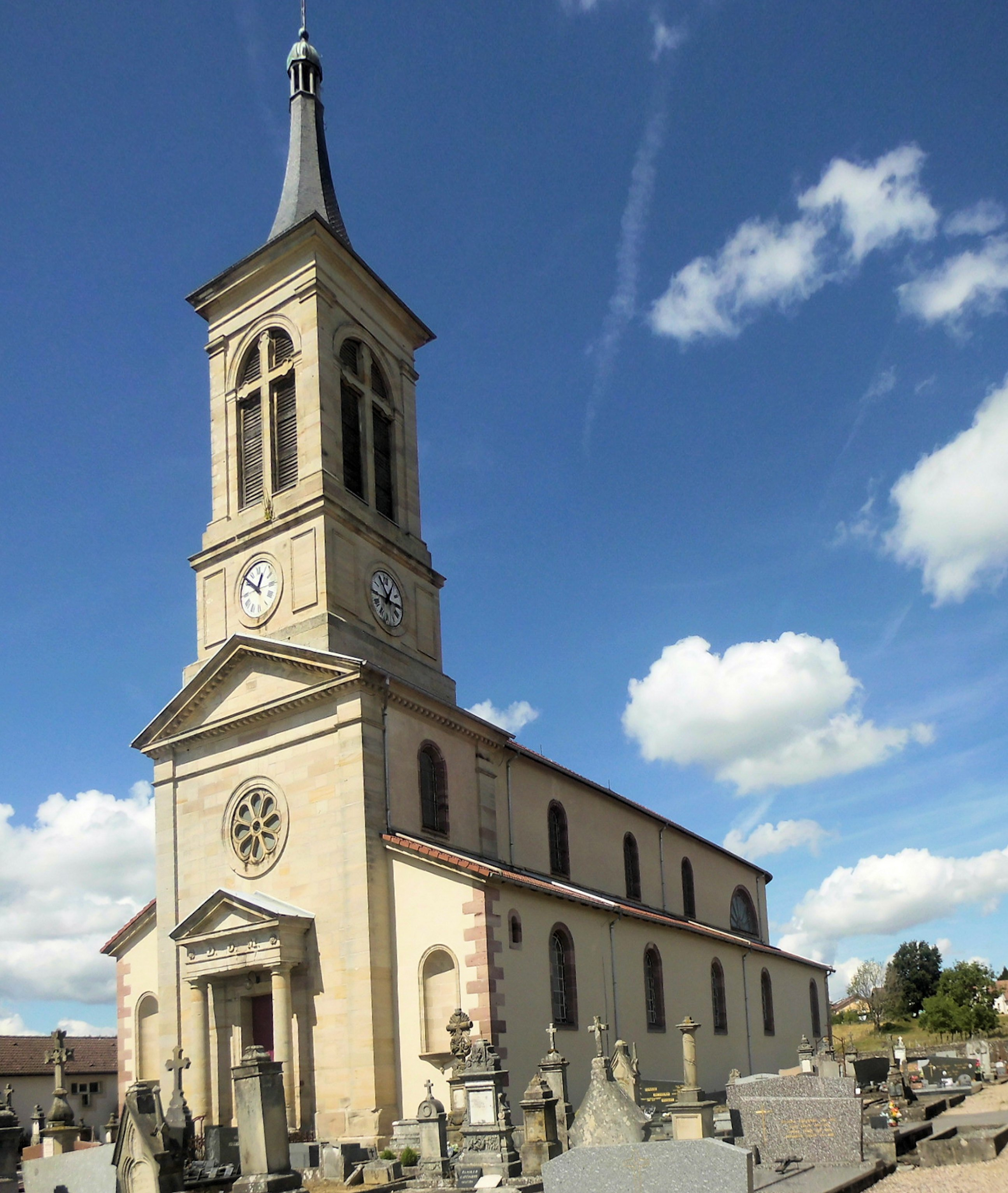
Église de l'Assomption-de-Notre-Dame de La Baffe.
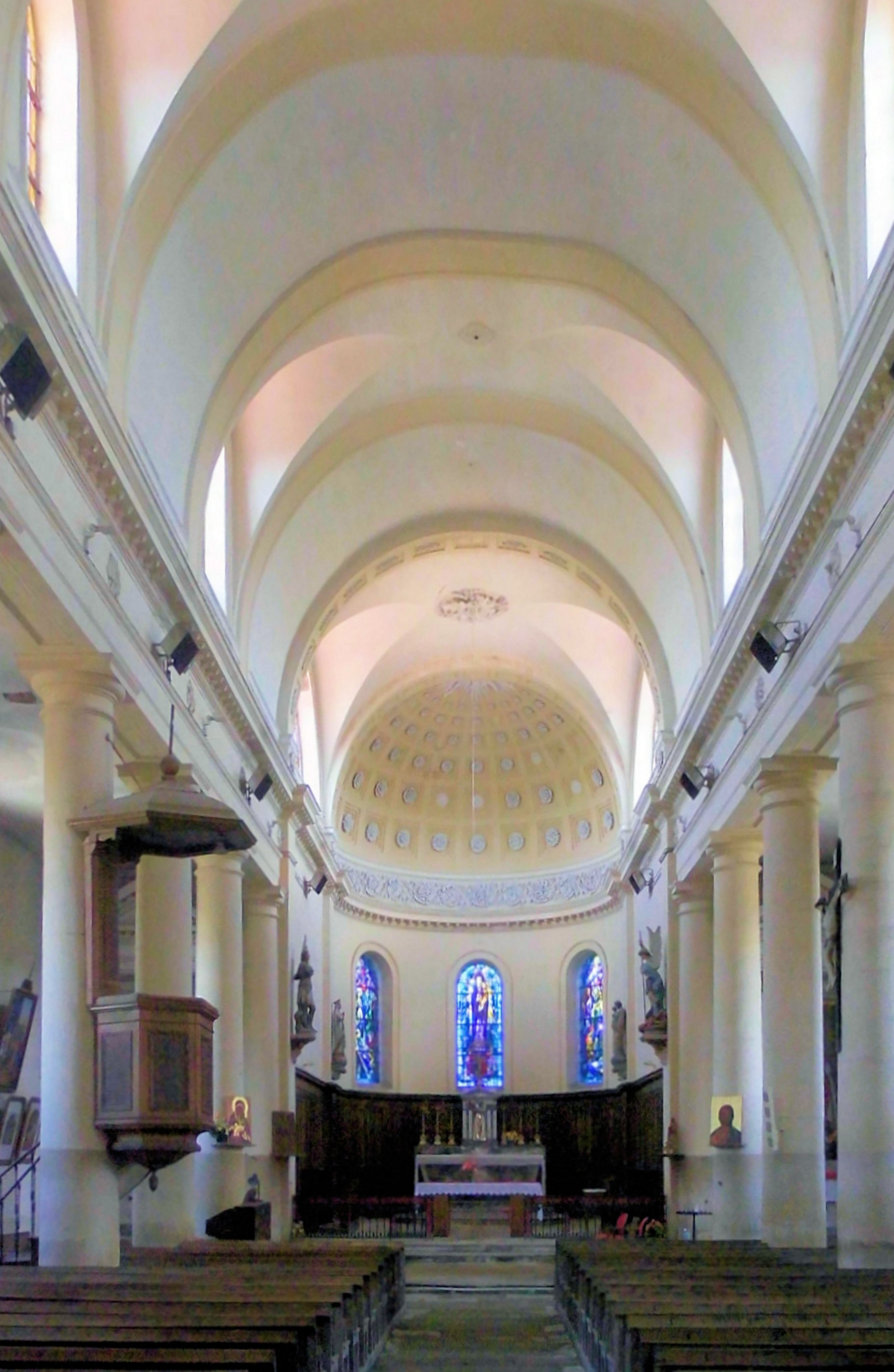
L'intérieur d'église de l'Assomption-de-Notre-Dame.
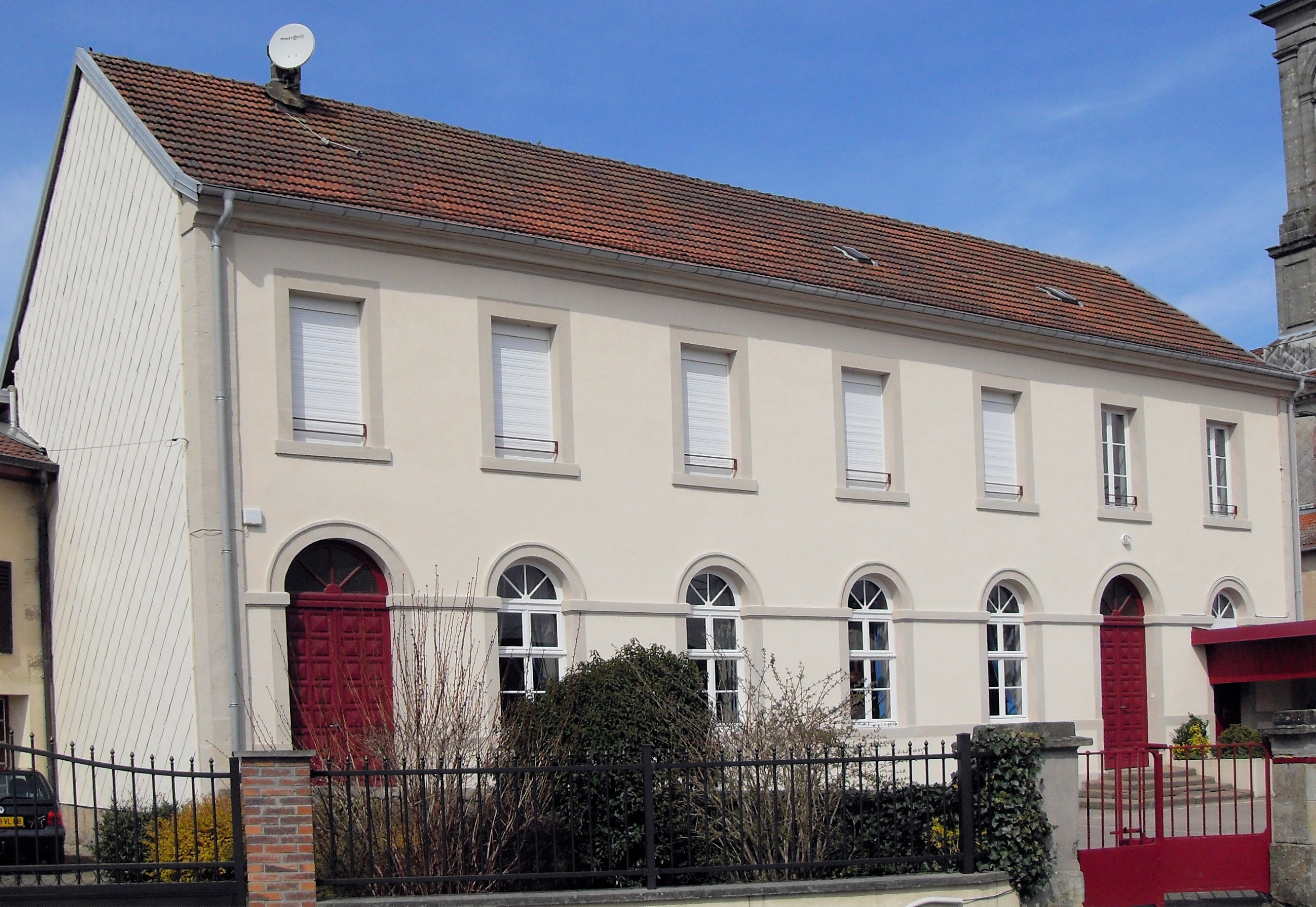
École.

### Lieux et monuments
- Les dominicaines du Saint-Esprit - dont la maison-mère est au domaine de Pontcallec - y ont une école qui s'appelle institution Saint-Dominique. L'Institution étant une école d'enseignement diocésain, l'aumônier, nommé par l'évêque, est depuis la fondation un prêtre de la Fraternité Sacerdotale Saint-Pierre résidente à Épinal[32].
- Église de l'Assomption-de-Notre-Dame de La Baffe[33].

Le maître-autel de l'église comporte un Tétragramme sacré au-dessus du tabernacle.
- Monument aux morts[35].

### Personnalités liées à la commune
- Joseph Poirot, né à La Baffe le 26 décembre 1761, vicaire à La Bresse[36],[37] ;
- Roland Jeandon, né le 10 janvier 1929 à La Baffe, mort pour la France à 25 ans en service commandé le 7 avril 1954 à Ruaux. Lieutenant à l'escadron 3/11 de la Base aérienne 116 Luxeuil-Saint Sauveur, il sera le premier pilote à perdre la vie sur un F-84G. Il s'écrase à bord de son appareil dans la forêt de Ruaux, près de Plombières-les-Bains. Une stèle, connue sous le nom de « tombe de l'aviateur », commémore cet accident.

## Pour approfondir